# Robert De Mulder
Robertus Camillus Clemens (Robert) De Mulder (Gent, 16 oktober 1900 - Knokke, 16 juni 1967) was een Belgische roeier.

## Loopbaan
De Mulder werd samen met de vier met stuurman van zijn club Club Nautique de Gand in 1920 Belgisch kampioen. Op de Europees kampioenschappen dat jaar veroverde hij de zilveren medaille. Later dat jaar werd hij op de  Olympische Spelen in Antwerpen uitgeschakeld in de eerste ronde.
In 1921 werd De Mulder met de acht van zijn club Belgisch kampioen. Op de Europese kampioenschappen haalde hij met deze boot een bronzen medaille.
De Mulder werd in 1923 met Adrien Dhondt Belgisch kampioen op de twee met stuurman.

## Palmares

### twee met stuurman
- 1922:  BK in Langerbrugge
- 1923:  BK in Humbeek

### vier met stuurman
- 1920:  BK in Vilvoorde
- 1920:  EK in Maçon
- 1920: 2e in eerste ronde OS in Antwerpen
- 1921:  BK in Langerbrugge

### acht
- 1920:  BK in Vilvoorde
- 1921:  BK in Langerbrugge
- 1921:  EK in Amsterdam
- 1922:  BK in Langerbrugge